# 이거 (조선)
이거(李琚, 德水李氏 9世孫) : 생년월일미상 ~ 연산군 8년(1502) 임술년 3월 29일. 조선의 문신. 본관은 덕수(德水), 자는 자미(子美), 행직은 참의(參議)이다. 생원, 사헌부장령, 한림[예문관(藝文館) 검열(檢閱)의 별칭], 홍문관 박사, 순천부사, 통정대부 병조참의 등을 역임하다. 증 대광보국승록대부 의정부 겸 영의정 영경연 예문관 대제학 춘추관 관상감사 행 통의대부 사재시사 이공진(李公晉)의 증손으로 조부는 대제학, 영중추부사 등을 역임한 이변(李邊), 부는 통훈대부 통례원봉례를 지낸 이효조(李孝祖)이며, 충무공 이순신의 증조부이다.

## 생애
- 생년월일은 알려지지 않았다.(1450년 전후로 추정된다.)
- 연도미상 생원.
- 성종 4년(1473.10) 조부 영중추부사 이변이 별세하다.
- 성종 11년(1480) 경자년 식년문과에 을과 6위로 급제하다.[1]
- 성종 13년(1482) 경연청 설경이 되다.
- 성종 14년(1483) 한림[예문관(藝文館) 검열(檢閱)의 별칭], 홍문관 박사, 경연사경이 되다.
- 성종 15년(1484) 암행어사로 나가 과천에서 현감 최급(崔伋)을 오리(汚吏)로 잡아 올렸다.
- 성종 17년(1486) 승의랑 사간원정언이 되다.
- 성종 18년(1487) 이조좌랑이 되다.
- 성종 20년(1489) 이조정랑이 되다.
- 연도미상 장남 이백복(李百福)이 태어나다.
- 연도미상 차남 이백록(李百祿)이 태어나다.
- 연도미상 삼남 이백령(李百齡)이 태어나다.
- 성종 22년(1491.7) 통덕랑으로 승진하여 수사헌부장령이 되다.
- 성종 24년(1493) 종진부전첨이 되다.
- 성종 25년(1494) 세자시강원보덕으로 세자인 연산군 스승이 되다.
- 연산군 1년(1495) 장악원정, 승문원참교·한학교수를 겸하여 춘추관편수관으로 『성종실록』의 편찬에 참여하였다.
- 연산군 3년(1497.1) 정3품 통정대부로 승진하여 순천도호부사가 되다.
- 연산군 3년(1497.1) 순천부사 이거(李琚)가 70세인 노모를 걱정하며 순천부사 사임을 청하다.[2] 어머니인 숙인 행주 기씨(幸州奇氏)로 출생연도 추정이 가능하다.
- 연산군 5년(1499.7) 임기만료로 호군이 되고 이후 병조참의가 되시다.
- 연산군 8년(1502.3) 별세하다.[3]
- 묘는 서울 관악구 봉천동 산 53-1번지 덕수공원 봉례공 이효조(李孝祖) 묘 아래에 위치하여 표석이 있다.
- 배위는 숙부인 임피진씨로 부는 현령 진세번이다. 묘는 상하분 성원공이다.
- 배위는 임피진씨로 부는 군사 진극충이다. 조부는 삼군진무선판 목사 진여안 증손이다. 외조부는 참판 초계 변효경이다. 초계변씨 족보에 기록되어 있다.
- 슬하에 3남 2녀가 있다.
- 공의 졸년월일은 구 족보에 적지아니하다. 조선왕조실록 연산군 8년(1502) 3월29일 사기에 의거하여 기록하다. 과정은 덕수이씨 신유보에 따른다.

## 평가
조선왕조 성종실록에 의하면 이거는 '성격이 강직하여 언관으로 있으면서 부정한 관리에 대해서는 관직의 고하를 가리지 않고 탄핵하였다.'고 평가하여 호랑이 장령으로 불리었다.
조선왕조실록에 "왕이 동궁에 있을 적부터 이미 학문의 강독을 즐겨하지 아니하였고, 간언을 듣지 않고 자기 생각대로 처리하는 조짐이 말씨와 얼굴에 나타났다. 요속들 중에 강정 자지(剛正自持)한 이가 바로잡아 풍간(諷諫)하면 곧 얼굴을 찌푸렸다. 조지서(趙之瑞)·황계옥(黃啓沃)·이거(李琚)·정여창(鄭汝昌) 등을 늘 좋아하지 않았고, 김수동(金壽童)의 사람됨을 매우 좋아하였다. 즉위한 후, 일찍이 서연(書筵)을 모시던 사람이 말하기를 이하생략." 기록되어 있는데 이거(李琚)는 연산군의 스승이었으며 연산군이 왕위에 오른 후 아첨을 하지 않고 학문·언행·신하에 대한 대우·간언의 수용 등에 대해 상소를 하여 연산군이 좋아하지 않음을 알 수 있다. 이후 연산군 3년(1497.1) 이거(李琚)는 순천도호부사가 되어 멀리 떠나 연산군 5년(1499.7) 복귀한다.
조선왕조실록 연산일기 중 사신(史臣)은 논하기를 "이거는 젊었을 때에는 청렴하고 정직하다고 이름이 났으나, 순천 부사가 되어서는 자못 청렴하지 못하였다." 고도 한다.

## 가족관계
장남 이백복은 음보로 관직에 올라 1535년(중종 30) 형조좌랑을 거쳐 통훈대부 함종현령에 이르러 후손들은 함종공파가 되었다. 차남 이백록은 생원시에 합격한 후 선교랑 평시서봉사에 이르렀다. 이순신은 둘째 아들 이백록의 손자이다. 삼남 이백령은 참봉을 지냈다.
- 증조부 : 이공진(李公晉), 통의대부 사재시사
- 증조모 : 증 정경부인 초계정씨(草溪鄭氏, 보승별장 정광조의 딸)
  - 조부 : 이변(李邊, 1391년 - 1473년)
  - 조모 : 정경부인 양성이씨(陽城李氏, 순찰사 이현신의 딸)
    - 부 : 이효조(李孝祖), 통훈대부 통례원 봉례.
    - 모 : 숙인 행주 기씨(幸州奇氏, 진사 기자환(奇自煥)의 딸)
      - 본인 : 이거(李琚) :통정대부 병조참의.
      - 부인 : 숙부인 임피 진씨(臨陂陳氏, 현령 진세번의 딸)
        - 장남 : 이백복(李百福), 통훈대부 함종현령.
        - 자부 : 숙인(淑人)경주이씨(慶州李氏, 판관 이종순의 딸)
        - 차남 : 이백록(李百祿, 호는 풍암(楓巖), 이순신의 조부)
        - 자부 : 증 정부인 초계변씨(초계 변씨, 생원 변감의 딸)
          - 손자 : 이정(李貞, 1511년 - 1583년, 이순신의 부, 이완의 조부)
          - 손부 : 초계 변씨(草溪卞氏, 변수림의 딸)

        - 자부 : 증 정부인 재령이씨(載寧李氏, 현령 이련의 딸)
          - 손자 : 이현(李賢)
          - 손부 : 죽산박씨(竹山朴氏, 부사 박영의 딸)
          - 손자 : 이귀(李貴)
          - 손부 : 우계 이씨(羽溪李氏, 참봉 이준근의 딸)

        - 삼남 : 이백령(李百齡), 생원.
        - 자부 : 우계이씨(羽溪李氏, 감찰 이대근의 딸)

    - 숙부 : 이효종(李孝宗), 통훈대부 황주판관.

## 문헌
琚 字子美 生員 一四八0年成宗庚子文科歷司憲府掌令 翰林弘文舘博士 順天府事 通政大夫兵曹叅議 一五0二年燕山君壬戌 ▶墓서울奉天洞塔谷先考奉禮公墓下乾坐 有 表石 配 淑夫人臨陂陳氏 父 縣令 世蕃 墓上下墳 姓苑公 配臨陂陳氏 父郡事克忠 祖三郡鎭撫善判 牧事汝安曾孫 外祖叅判草溪卞孝敬 卞譜亦然 兹錄于下 以備慱考 公卒年月日舊譜未錄 王朝實錄 燕山君八年三月二十九日史記에依據收錄 科歷亦從實錄 辛酉譜

## 같이 보기
- 이변
- 이백록
- 이정
- 이희신
- 이완
- 이요신
- 이봉
- 이순신
- 연산군
- 폐비 윤씨
- 성종